# Liste der denkmalgeschützten Objekte in Vyšný Komárnik
Die Liste der denkmalgeschützten Objekte in Vyšný Komárnik enthält die neun nach slowakischen Denkmalschutzvorschriften geschützten Objekte in der Gemeinde Vyšný Komárnik im Okres Svidník.

## Denkmäler
| Foto |                 | Denkmal / č. ÚZPF                         | Standort / Konskr. Nr.                        | Offizielle Beschreibung                  | Beschreibung                                        | Metadaten                                                            |
| ---- | --------------- | ----------------------------------------- | --------------------------------------------- | ---------------------------------------- | --------------------------------------------------- | -------------------------------------------------------------------- |
| ja   | Datei hochladen | Museum(sk) ObjektID: 712-1277/1           | Standort KG: Vyšný Komárnik Konskr.Nr.:       | vojenské prírodné; Pamatník a cintorín   | militärischer Art; Denkmal und Friedhof             | č. NKP: 712-1277/1 Stand des NKP: 2012-02-08 Name: MÚZEUM            |
| BW   | Datei hochladen | Denkmal(sk) ObjektID: 712-1277/2          | Standort KG: Vyšný Komárnik Konskr.Nr.:       | čsl.armádny zbor; Dukelský pamätník      | für das tschechische Armeekorps, Dukla Denkmal      | č. NKP: 712-1277/2 Stand des NKP: 2012-02-08 Name: PAMÄTNÍK          |
| ja   | Datei hochladen | Freifläche(sk) ObjektID: 712-1277/3       | Standort KG: Vyšný Komárnik Konskr.Nr.:       | Nástupný priestor                        |                                                     | č. NKP: 712-1277/3 Stand des NKP: 2012-02-08 Name: PREDPOLIE         |
| ja   | Datei hochladen | Soldatenfriedhof(sk) ObjektID: 712-1277/4 | Standort KG: Vyšný Komárnik Konskr.Nr.:       | čsl.armádny zbor; Cintorín čsl.arm.zboru | für das tschechische Armeekorps                     | č. NKP: 712-1277/4 Stand des NKP: 2012-02-08 Name: CINTORÍN VOJENSKÝ |
| ja   | Datei hochladen | Allee(sk) ObjektID: 712-1277/5            | Standort KG: Vyšný Komárnik Konskr.Nr.:       | čsl.armádny zbor; Alej hrdinov           | Heldenallee für das tschechische Armeekorps         | č. NKP: 712-1277/5 Stand des NKP: 2012-02-08 Name: ALEJA             |
| ja   | Datei hochladen | Meilenstein(sk) ObjektID: 712-1277/6      | Standort KG: Vyšný Komárnik Konskr.Nr.:       | čsl.prieskumná hliadka                   | tschechische Spähtrupps                             | č. NKP: 712-1277/6 Stand des NKP: 2012-02-08 Name: MÍĽNIK            |
| ja   | Datei hochladen | Denkmal(sk) ObjektID: 712-1277/7          | KG: Vyšný Komárnik Konskr.Nr.:                | padlí čsl.ženisti; Pomník ženistov       | für die gefallenen tschechischen Ingenieure         | č. NKP: 712-1277/7 Stand des NKP: 2012-02-08 Name: POMNÍK            |
| ja   | Datei hochladen | Denkmal(sk) ObjektID: 712-1277/8          | KG: Vyšný Komárnik Konskr.Nr.:                | Sázavský V.gen.; Pomník gen.Sázavs.      | für Vit Sázavský, Musiker                           | č. NKP: 712-1277/8 Stand des NKP: 2012-02-08 Name: POMNÍK            |
| ja   | Datei hochladen | Holzkirche(sk) ObjektID: 712-2345/0       | 43 Standort KG: Vyšný Komárnik Konskr.Nr.: 43 | gr.k.sv.Kozmu a Damiána                  | griechisch katholische Kirche St. Cosmas und Damian | č. NKP: 712-2345/0 Stand des NKP: 2012-02-08 Name: KOSTOL DREVENÝ    |

## Legende
Die Tabelle enthält im Einzelnen folgende Informationen:
| Foto:                    | Fotografie des Denkmals. |
| Denkmal / č. ÚZPF:       | Die Übersetzung der Bezeichnung des Denkmals, wie sie vom Slowakischen Denkmalamt (Pamiatkový úrad Slovenskej republiky) verwendet wird. Die Originalbezeichnung ist unter dem Fragezeichen angegeben. Fehlt die Übersetzung, so wird die Originalbezeichnung direkt angezeigt. Weiters ist die Objekt-Identifikationsnummer (Objekt ID) angeführt. Sie ist die offizielle, in der Slowakei eindeutige Nummer č. ÚZPF inklusive der zugehörigen Zählnummer, wie sie in den Daten des Denkmalamtes angegeben wird. Da diese nur innerhalb eines Landkreises gezählt wird, ist dessen Nummer der Denkmalnummer vorangestellt. |
| Standort:                | Wenn in der Liste vorhanden, ist die Adresse angegeben. In Klammern kann sich noch eine zusätzliche Adresse befinden, wenn es beispielsweise ein Eckhaus ist. Bei freistehenden Objekten ohne Adresse (zum Beispiel bei Bildstöcken) ist eine Adresse angegeben, die in der Nähe des Objekts liegt. Durch Aufruf des Links Standort wird die Lage des Denkmals in verschiedenen Kartenprojekten angezeigt. Darunter sind die Katastralgemeinde (KG) und, wenn vorhanden, die Konskriptionsnummer (Konskr. Nr.) angegeben.                                                                                                   |
| Offizielle Beschreibung: | Es ist die Kurzbeschreibung auf Slowakisch, wie sie in den offiziellen Listen angegeben ist, eingetragen. |
| Beschreibung:            | Kurze Angaben zum Denkmal auf Deutsch. |
| Metadaten:               | Zusätzlich werden, wenn in den persönlichen Einstellungen das Helferlein Dauerhaftes Einblenden von Metadaten aktiviert ist, ebensolche angezeigt. |

- Karte mit allen Koordinaten:
- OSM |
- WikiMap